# Maximilian Jaenisch

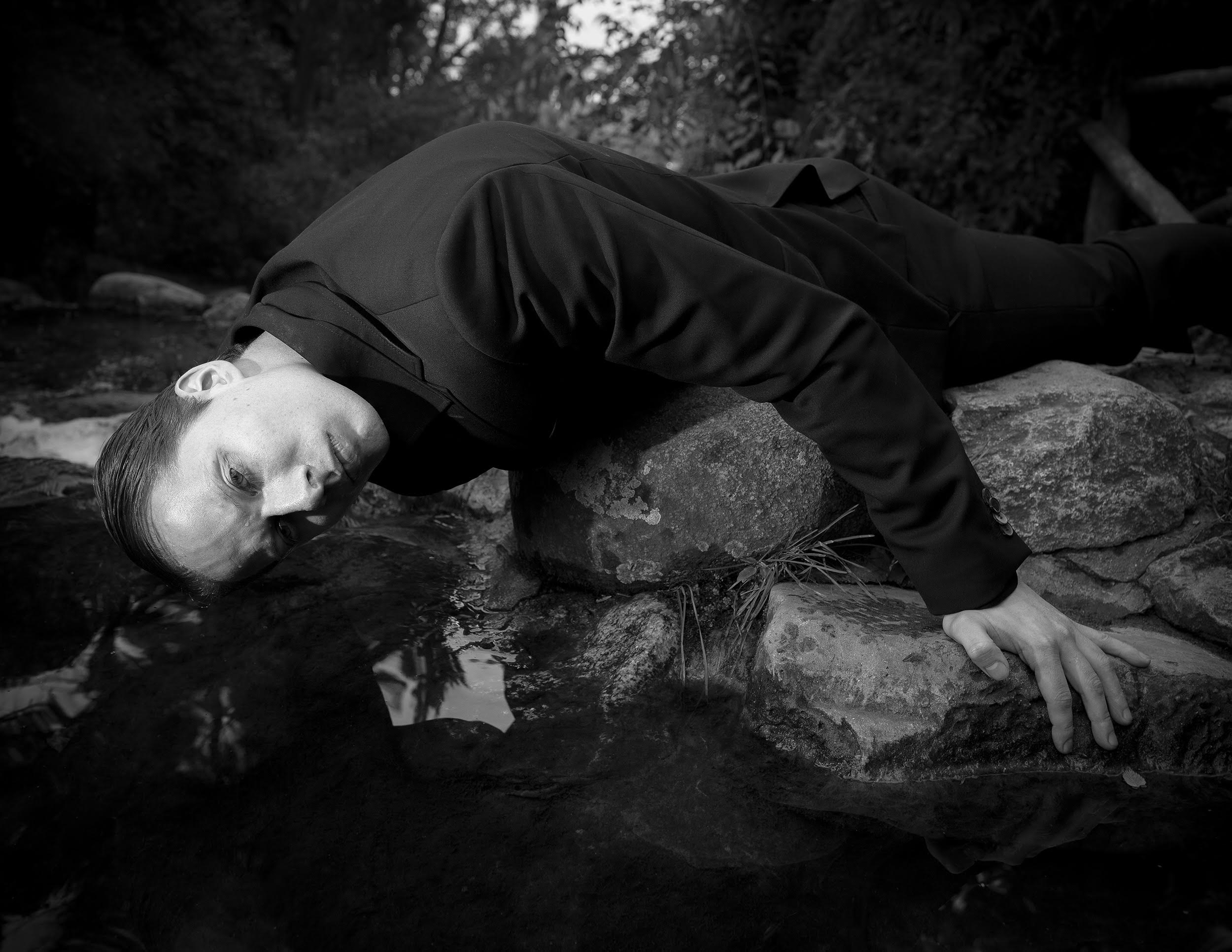
Maximilian Jaenisch porträtiert von Oliver Mark, Berlin 2017

Maximilian Jaenisch (* 25. Juni 1988 in West-Berlin) ist ein deutscher Schauspieler.

## Leben
Maximilian Jaenisch absolvierte 2008 sein Abitur am Heinitz-Gymnasium Rüdersdorf und von 2008 bis 2013 sein Schauspielstudium an der Hochschule für Schauspielkunst „Ernst Busch“ Berlin.

## Filmografie (Auswahl)
- 2014: So schön wie du / Regie: Franziska Pflaum
- 2014: Tatort: Kaltstart / Regie: Marvin Kren
- 2014: Der glücklichste Tag / Regie: Renata Nasseri
- 2014: SOKO Wismar: Den Tod vor Augen / Regie: Bruno Grass
- 2015: Tatort: Die letzte Wiesn / Regie: Marvin Kren
- 2016: Die Täter – Heute ist nicht alle Tage / Regie: Christian Schwochow
- 2017: 4 Blocks / Regie: Marvin Kren
- 2017: Polizeiruf 110 – Angst heiligt die Mittel  / Regie: Christian von Castelberg
- 2017: Berlin Station / Regie: Bronwen Hughes
- 2018: Sankt Maik / Regie: Andreas Menck
- 2018: Wuff – Folge dem Hund / Regie: Detlev Buck
- 2018,  2025: SOKO Leipzig: Das Chinesische Licht, Gut und Böse / Regie: Maris Pfeiffer
- 2020: SOKO Köln: Showdown
- 2021: Der Zürich-Krimi: Borchert und der Mord im Taxi (Fernsehreihe)
- 2022: Die Heiland – Wir sind Anwalt: Die Waffe im Müll

## Auszeichnungen
- 2011: O.E. Hasse-Preis für Danny in Motortown von Simon Stephens, Regie: Margarete Schuler, Berliner Arbeiter-Theater[4]
- 2014: Deutscher Kurzfilmpreis für die Rolle als Ben in So schön wie du, Regie: Franziska Pflaum